# Estola varicornis
Estola varicornis är en skalbaggsart som beskrevs av Bates 1866. Estola varicornis ingår i släktet Estola och familjen långhorningar. Inga underarter finns listade i Catalogue of Life.